# بلدة آدامز (مقاطعة هوتون)
آدامز، مقاطعة هوتون (بالإنجليزية: Adams Township, Houghton County, Michigan)‏ هي بلدة تقع بولاية ميشيغان في الولايات المتحدة. تبلغ مساحتها 123.6 (كم²)، وترتفع عن سطح البحر 441 م، بلغ عدد سكانها 2747 نسمة في عام تعداد الولايات المتحدة 2000 حسب إحصاء مكتب تعداد الولايات المتحدة وتصل الكثافة السكانية فيها 22.4 نسمة/كم2.

## وصلات خارجية
- The US50 - Cities and Towns in Michigan State
- Michigan Cities and Towns, Facts, Map, Flag, Colleges, Government, and More